# 傳裕子
傳 裕子（でん ゆうこ、1983年4月1日 - ）は、関西地方を拠点に活動をしている日本のタレントである。奈良県出身。

## 人物・略歴
妹尾和夫が主宰する劇団パロディフライの団員で、同劇団を運営する芸能事務所である「パロディフライ・プロダクション」および業務提携先の昭和プロダクションに所属する。演劇ユニットエレファントグロウとしても活動している。

## 出演番組
- 美しくなりま専科（全国U局ネット）

## CM
- Relax
- Fsxstem
- 堺女子短期大学

## 映画
- 沙羅双樹（踊り子役）

## 舞台
- パロディフライ本公演「しみ渡り」（シアター・ドラマシティ）
- パロディフライ番外編「時の旅人」（近鉄小劇場）

## その他
- MFC★ラボ 第7弾POPガール